# Institut Catholique de Paris
Das Institut Catholique de Paris (ICP), umgangssprachlich la Catho genannt, ist eine Katholische Universität in Paris (Frankreich).

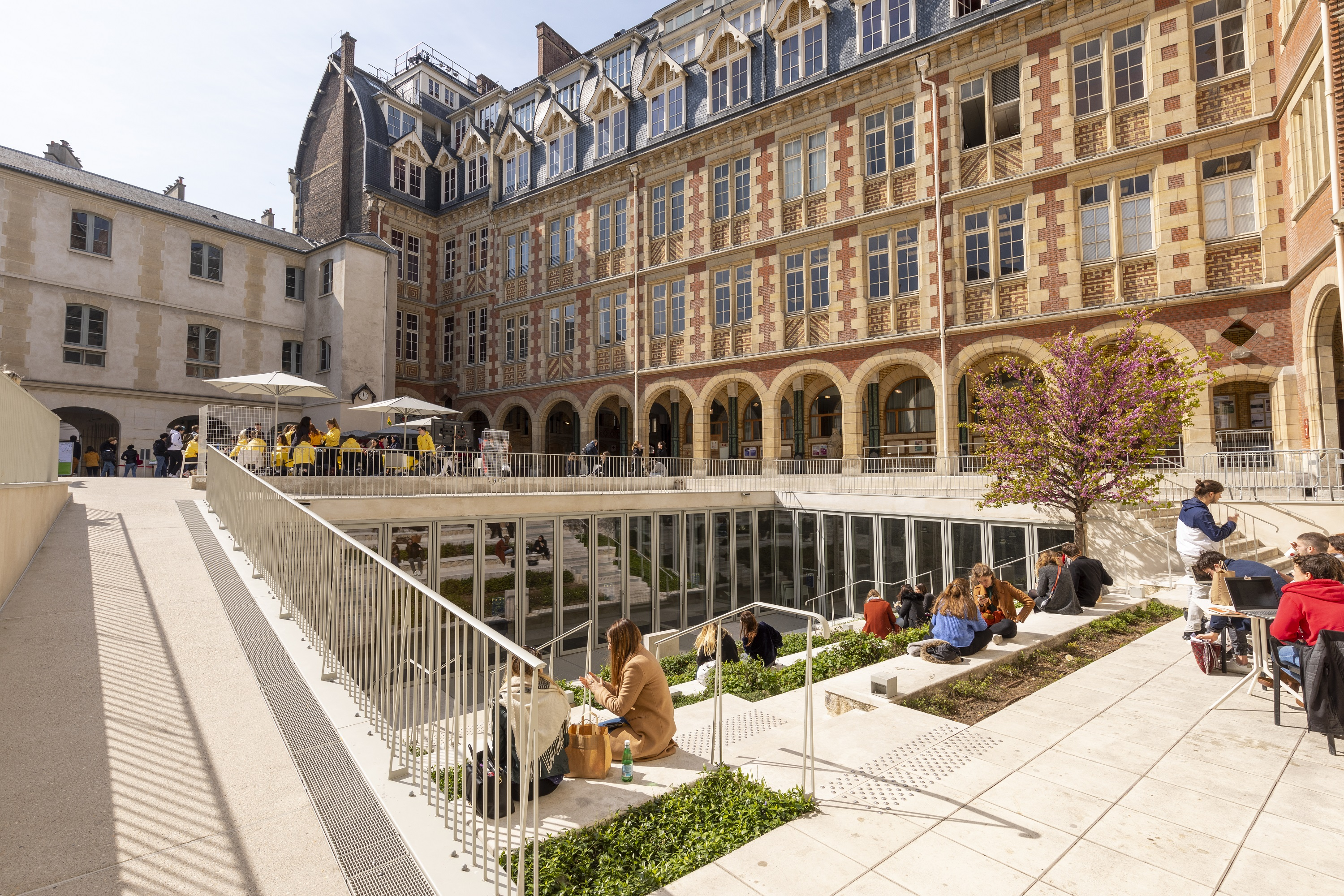
Institut Catholique de Paris

## Hochschule
Sie wurde 1875 gegründet und umfasst heute sechs Fakultäten (Theologie, Literatur, Philosophie, Sozialwissenschaften, Pädagogik und Kanonisches Recht), sechzehn Institute, sechs Fachhochschulen (u. a. die Gruppe Essec und das Institut polytechnique Saint Louis in Cergy-Pontoise) sowie ein universitäres Priesterseminar (das Séminaire des Carmes) und Forschungslaboratorien.
Das ICP ist mit vier weiteren französischen katholischen Universitäten (Lille, Lyon, Angers und Toulouse) in der Union des Etablissements d’Enseignement Supérieur Catholiques (UDESCA, Union der katholischen höheren Bildungseinrichtungen) zusammengeschlossen. Sie ist Mitglied der Internationalen Föderation Katholischer Universitäten, der weltweit 240 katholische Universitäten angehören.

## Bekannte Dozenten

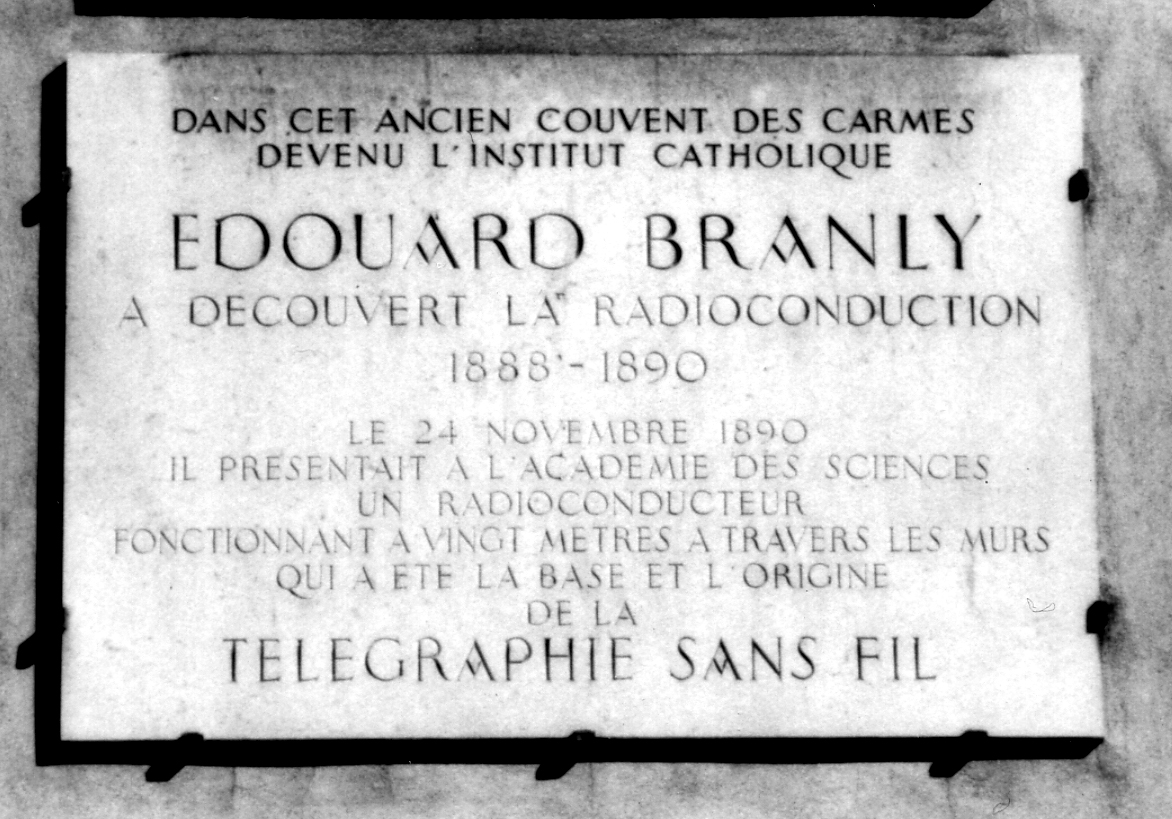
Gedenktafel am Institut

- Désiré André
- Alfred-Henri-Marie Baudrillart
- Édouard Branly
- Eugène Cavaignac
- Michel de Certeau
- Joseph Doré
- Jean Greisch
- Alfred Loisy
- Yves de Montcheuil
- Pierre Teilhard de Chardin

## Bekannte Absolventen
- Moritz Csáky
- Frantz Colimon
- Alfons Deissler
- Rolf Kühn
- Joachim Kouraleyo Tarounga
- François Xavier Le Van Hong
- Joseph Nguyễn Chí Linh
- Jean-Marie Lustiger
- Johann Werner Mödlhammer
- Gonzague de Reynold
- Christoph Schönborn
- Stanisław Szymecki
- George Riashi
- Michel de Certeau
- André Vingt-Trois
- Heribert Wahl